# 佛萊迪餐館之五夜驚魂4
《玩具熊的五夜後宮4》（又译作）是《玩具熊的五夜後宮系列》的第4作；是為史葛·戈晃（Scott Cawthon）於2015年7月23日發表的獨立遊戲，並於10月31日推出較大規模內容更新。遊戲類型為恐怖生存遊戲。

## 故事
玩家扮演將於五天後參加某個派對的小孩，隨著時日推進，劇情揭示小孩是「弗雷德熊的家庭餐廳」（Fredbear's Family Diner）之常客，而將要參加的派對是他的生日會，其惡夢則是從多方面道聽胡說、性格膽怯、與及經常被戴面具哥哥欺凌所促成。最終結局揭露即使小孩躲過惡夢纏繞，仍無法逃過在現實中機械人偶傷害自己的結局。

## 遊戲形式
玩家需要在時鐘標明的深夜12時至凌晨6時期間，點按各個位置，以第一人稱角度走動，觀望整個睡房、睡床、衣櫃，與及兩道門外的東西走廊。期間玩家只能以手電筒照明去阻礙人偶的行動或聆聽門口玩偶的呼吸聲來關門，無法及時掩護自己的話，它們將會在環境暗黑之時攻擊玩家，宣告遊戲以慘劇收場。

完成每一晚后的过场关卡。图中为主角和神秘的小玩偶。

而每一晚完成以後，玩家都會啟動小遊戲，一款是以雅達利2600復古風格製作，暗示更多故事背景的過場關卡；另一款是完成後將可獲得下一晚短縮寬減兩(即從2AM開始)小時的獎勵，否則就要在被攻擊後繼續遊戲。
雖然表面上只需按遊戲標題般，完成五個晚上的遊戲，但實際上是可以解開隱藏的第六個晚上、和名為「惡夢」的第七個晚上，以及難度20/20/20/20的第八個晚上。完成每一個階段都可獲得星星作獎勵，全部合共有四顆。

## 其他背景設定
本遊戲的故事原素相當隱秘，大部分為經過玩家仔細留意、推斷和組織下才顯得相對完整，讓整個系列的背景進一步顯示出來。其中大部分內容都是解答前三部作品所積累的問題。然而作者曾主動指出，目前在主要玩家和粉絲族群當中，仍未有分析可以正確聯繫本作所有伏筆和劇情。
餐廳歷史
本作過場關卡出現的角色衍生電視節目，印證本作故事時點約於1983年，並於更新後場景出現有關南瓜燈、蜘蛛網及蝙蝠之類的物品。另一方面，這些關卡亦充分展示出只在第2作略有提及的「弗雷德熊的家庭餐廳」，同時正式默認了前三作所認知的黃金弗雷迪（Golden Freddy），等同於本作首度現出真身的弗雷德熊。
而配合前三作的資訊，可以得知這個角色與彈簧邦尼（Spring Bonnie）如第3作所述，作為兩用人偶率先登場後，是有一段時間與四名機械人偶角色——費斯熊弗雷迪（Freddy Fazbear）、小兔邦尼（Bonnie the Bunny）、小雞積卡（Chica the Chicken）和狐狸海盜霍斯（Foxy the Pirate Fox）作同場推廣。
另外，過場關卡的住屋出現散落一地的狐狸蔓果（Mangle the Fox），配以曾經被關在疑似部件/服務房的場景，極大可能是帶出玩家角色與餐廳經營者有緊密關係。
與「87之咬」的聯繫
有研究提出完成五個關卡後，過場畫面所展現的正是「87之咬」。與此同時，主要舞台睡房閃現了一些和醫院探病有關的物品，亦跟過場關卡中的玩家住屋有所不同，由此可以推敲惡夢是玩家角色失去前額葉後才出現的。
不過亦有反對者認為這樣對於電視節目所寫的1983年，與及第1作中關於機械人偶可以在日間自由移動的描述有所矛盾。他們亦指出最後畫面堪如是將整個頭吃下，而不像是只咬去前額葉，所以堅持87之咬是在第2作最後發生的另一則事件。
與「兒童失蹤」事件的聯繫
儘管本作時點與「兒童失蹤」事件相距甚遠，實際上卻有不少內容顯示關鍵人物可能早已齊集。本作最後四名間接殺人的欺凌者，被不少人認定為後來被仇視而招惹殺身之禍的四名兒童。而第五名依附在金色弗雷迪身上的幽靈，則可能是源自玩家扮演的角色。這從黃金弗雷迪在第2作只用頭顱攻擊，與及從未被賦予禮物和生命就成為著魔形態，可以略見一二。至於未有正式露面的傀儡（Puppet），有人認為可能正是附身在絨毛玩偶之上，全程與玩家角色對談的存在，甚至有研究指部件/服務房當中可能有一個頭顱是相關角色的殘骸。
至於作為凶手的紫衣人（Purple Guy），於過場關卡暗示其正職為保養兩用人偶，確立部分人於第3作推出時所作的推測。而關於其動起殺機的理由，普遍均確認失去工作是其中之一。
此外亦有一些進取推測再度提出紫衣人正是打來電話的人（Phone Guy），而證據則是睡房場景出現紫色電話，與及欺凌者戴著霍斯面具犯下大錯，極大可能對應打電話來的男人曾於前作指出過去喜歡霍斯的論述。亦有進取猜測提出玩家扮演的角色乃紫衣人的親屬，而證據就是在遊戲主要場景的睡房中，擺有過多暗示背景的紫色物品，包括風扇、電話和戴著警章的機械人等，同時亦能進一步佐證殺機。不過這亦可能單純是玩家角色對於真人扮演人偶有陰影，而對主事者印象深刻。
就著這些推斷，有人亦為第3作的小遊戲追加解釋。其一是指出左右幽靈命運的小遊戲，其實是象徵四名幽靈在另一個空間，為著解開玩家角色幽靈的心結而努力；而這亦對應本作最後眾人期望得到原諒的場景。其二是本作玩家角色，極大可能就是把紫衣人嚇驚的幽靈；而決定此舉是為了保護朋友，抑或是單純想重遇對方而做，似乎就是左右命運遊戲想帶出的重點。
夢境說
有研究分析第4作可能暗示系列正傳的所有故事，皆為兒童的一個惡夢。
研究中主要提及到的是，對應前3作關卡結束時響起古老時鐘聲，玩家亦能在第四作的迷你遊戲和左面走廊找到古老時鐘。然而大為不同的是，第4作關卡結束時實際響起電子鐘聲。研究指出這是因為兒童實際上進了只有電子鐘的醫院，而牀邊隨機出現的鹽水架、藥物亦給予提示，顯出其可能身處混淆夢境與現實的狀態，而前三作的笑聲就是因為兒童逃出惡夢而歡呼。
研究亦將前三作內容套用在夢境說當中。其一，兒童可能因為傳言和看見紫色的人幫助別人穿機械衣服，而以為紫色的人是把屍體放進機械衣服裏的「殺手」；其二，第二作裏的玩具積卡沒有嘴巴的原因，可能是看見女孩把玩具的玩具積卡嘴巴弄破在地，產生了玩具積卡沒有嘴巴的恐怖幻想；其三，霍斯在第一作停止服務卻又突然衝出，對應男孩的絨毛玩偶爛掉和被戴著面具的親人彈出；其四，第二作的暗影邦尼跟暗影佛萊迪，是在餐廳中彈簧與佛萊迪費斯熊的影子；其五，東西走廊和衣櫃潛藏人偶攻擊，對應第一作四名人偶的攻擊習慣；其六，以手電筒作防禦的做法，與第二作照燈可以使人偶重啟存在異曲同工之處。
結尾
完成第七個晚上時，玩家會發現一個上了鎖的行李箱，試圖開啟不果後會出現字句，提示有些事情應在此刻好好遺忘。
其後作者以此行李箱作為比喻，表明在大部分人能夠聯繫第四作所有伏筆和劇情的分析以前，他都不會為隱晦的劇情作真正的總結。
其實「他」並不存在
有些粉絲認為一直在與主角溝通的小熊公仔並不存在，因為如果把第一夜的黃色無白眼的小熊與黃色有白眼的小熊比較，會發現有白眼的原來不是黃色的。而且他與其他公仔不是並列在一起，而是在牀上；還有，他不斷地跟蹤主角，那時應該沒有智能小熊玩具。所以很多人認為主角在第一夜已經患上精神病。（精神分裂症，應該是因為主角沒有朋友所以腦袋便自己做出一個「朋友」。）

## 登場角色

### 初始角色
兒童
本作主角，怕事愛哭，有一個喜歡以霍斯面具嚇他的哥哥，在第五夜後被弗雷德熊（Fredbear）咬下前額葉，並於床旁邊出現了點滴，可知主角並沒有死，但在遊戲結局後可根據背景出現的聲音推測最後仍然死亡。
兄長
主角的哥哥，喜歡帶著狐狸海盜霍斯面具作弄主角。知道的不多，但在《姊妹地點篇》推出後可證實他是該遊戲的主角麥可·阿夫頓（Micheal Afton）。
惡夢佛萊迪（Nightmare Freddy）
擁有兩排尖銳牙齒及尖爪。身體各處嵌入了3隻面目同樣猙獰的小型弗雷迪，全部皆可各自分頭行動，會一隻隻地跑到床上，一旦數目達3隻過久，將引來惡夢佛萊迪的攻擊。
惡夢邦尼（Nightmare Bonnie）
眼珠及嘴巴巨大，擁有十分銳利的爪及兩排尖牙。胸腹外皮和右手手掌外皮完全毀爛，徹底暴露內部的金屬、電線和機械骨架。從左側走廊進攻。
惡夢積卡（Nightmare Chica）
嘴裡帶有三排尖銳的牙齒，右眼損壞。左手的杯子蛋糕腐爛。從右側走廊進攻。
惡夢杯子蛋糕（Nightmare Cupcake)
積卡左手的杯子蛋糕。若太久沒去注意右方走廊，將受攻擊。連續照着衣櫃十次也會彈出。
惡夢霍斯（Nightmare Foxy）
牙齒銳利，擁有一條尖長的機械舌头。雙腿外皮完全剝落，沒有眼罩。通常到第二晚才出現。從前方衣櫃進攻，攻擊前可能會移動衣櫃門而暴露行蹤。偶爾也能從兩側走廊看到他。若連續按床上小熊鼻子20下或照着床15秒，也會引來攻擊(包括第一晚)
惡夢佛雷德熊（Nightmare Fredbear）
外表較為肥大，戴著紫色小禮帽和蝴蝶結。嘴邊的牙齒佈滿血水，而腹圍上亦有一排牙齒。第五晚才出現且是第五晚唯一進攻的機械人偶。會頻繁出現在兩側走廊，也會從前方衣櫃和後方床上進攻。
原為佛雷德熊，為「佛雷德熊的家庭餐廳」之主角。
絨毛陷阱（Plushtrap）
原為彈簧邦尼的迷你絨毛玩具，在惡夢中顯得十分像一隻機械人偶。
在過場遊戲中，當它在走廊中的「X」上時用手電筒照它，時間內成功的話，下一晚的時間會從2AM開始。
夢魘（Nightmare）
輪廓和行動模式跟惡夢弗雷德熊雷同，有著異變頭顱的機械骨架。外皮裝束幾乎不存在，戴著金色小禮帽和蝴蝶結。
頭上有堪如真人的腦袋。攻擊與第1作的黃金弗雷迪相似。

### 追加角色
南瓜邦尼（Jack-O-Bonnie）
噩梦邦尼的万圣节版本，头部、眼睛与身体会发光，全身為橙色。
南瓜積卡（Jack-O-Chica）
噩梦積卡的万圣节版本，头部、眼睛与身体会发光。肩膀有小南瓜。
惡夢氣球男孩（Nightmare Balloon Boy，簡稱Nightmare BB）
眼睛通红，双手手指是尖刺状而且拥有兩排尖銳牙齒。
在萬聖節版本會取代絨毛陷阱進行過場遊戲，通過方式相同
惡夢傀儡（Nightmarionne）
身体细长，手指十分细长而且有着两排小而尖锐的牙齿，面部比第二作時肥一點。
攻擊方式與夢魘相同，在萬聖節版本取代夢魘出現
惡夢蔓果（Nightmare Mangle）
身體結構跟蔓果一樣而且身上的機器頭跟惡夢霍斯一樣也擁有尖銳牙齒,機械頭像一個真的頭骨。跟第二作一樣會發出對講機的聲音。
南瓜杯子蛋糕（Jack-O-Cupcake)
惡夢杯子蛋糕的萬聖節版本，外型是顆南瓜燈。

## 迴響
根據評論匯總網站Metacritic的統計，《佛雷迪的五夜驚魂4》的評價褒貶不一，其中Windows版本獲得了51分（滿分100分）。
《Destructoid》批評遊戲的玩法過於混亂，給予遊戲4分（滿分10分）的評分。《The Escapist》則給予遊戲正面評價，給予4顆星（滿分5顆星），讚揚了重新設計的遊戲機制、更黑暗且情感豐富的故事情節、恐怖的驚嚇場面和悲傷的結局，但指出遊戲存在一些錯誤和故障。
《Gamezebo》的納迪婭·奧克斯福德（Nadia Oxford）在評論中給予遊戲4顆星，讚揚了遊戲的緊張氛圍、恐怖的音效和圖像以及驚嚇場面。但批評遊戲在某些環境中依賴聲音提示生存變得困難，並指出Android版本沒有包含以故事為中心的小遊戲。

## 外部連結
- 遊戲開發者資訊網站 （页面存档备份，存于）
- Five Nights at Freddy's 4 （页面存档备份，存于） 在 IndieDB
- Five Nights at Freddy's 4 （页面存档备份，存于） 在 Steam